# Cinquanta ombres molt negres
Cinquanta ombres molt negres (títol original en anglès, Fifty Shades of Black) és una pel·lícula de comèdia romàntica estatunidenca de 2016 dirigida per Michael Tiddes i protagonitzada per Marlon Wayans, que també exerceix de coguionista i coproductor. Es tracta d'una paròdia de la pel·lícula de drama romàntic eròtic del 2015 Cinquanta ombres d'en Grey, i és protagonitzada per Kali Hawk, Affion Crockett, Jane Seymour, Andrew Bachelor, Florence Henderson, Jenny Zigrino, Fred Willard i Mike Epps. S'ha doblat i subtitulat al català.
La pel·lícula es va estrenar als cinemes el 29 de gener de 2016, amb crítiques gairebé universalment negatives. Malgrat això, va ser un èxit de taquilla, ja que va recaptar 22 milions de dòlars a tot el món amb un pressupost de 5 milions de dòlars. També va ser l'última pel·lícula de Florence Henderson abans de la seva mort el 24 de novembre de 2016, 10 mesos després de l'estrena de la pel·lícula.